# Solvant protique

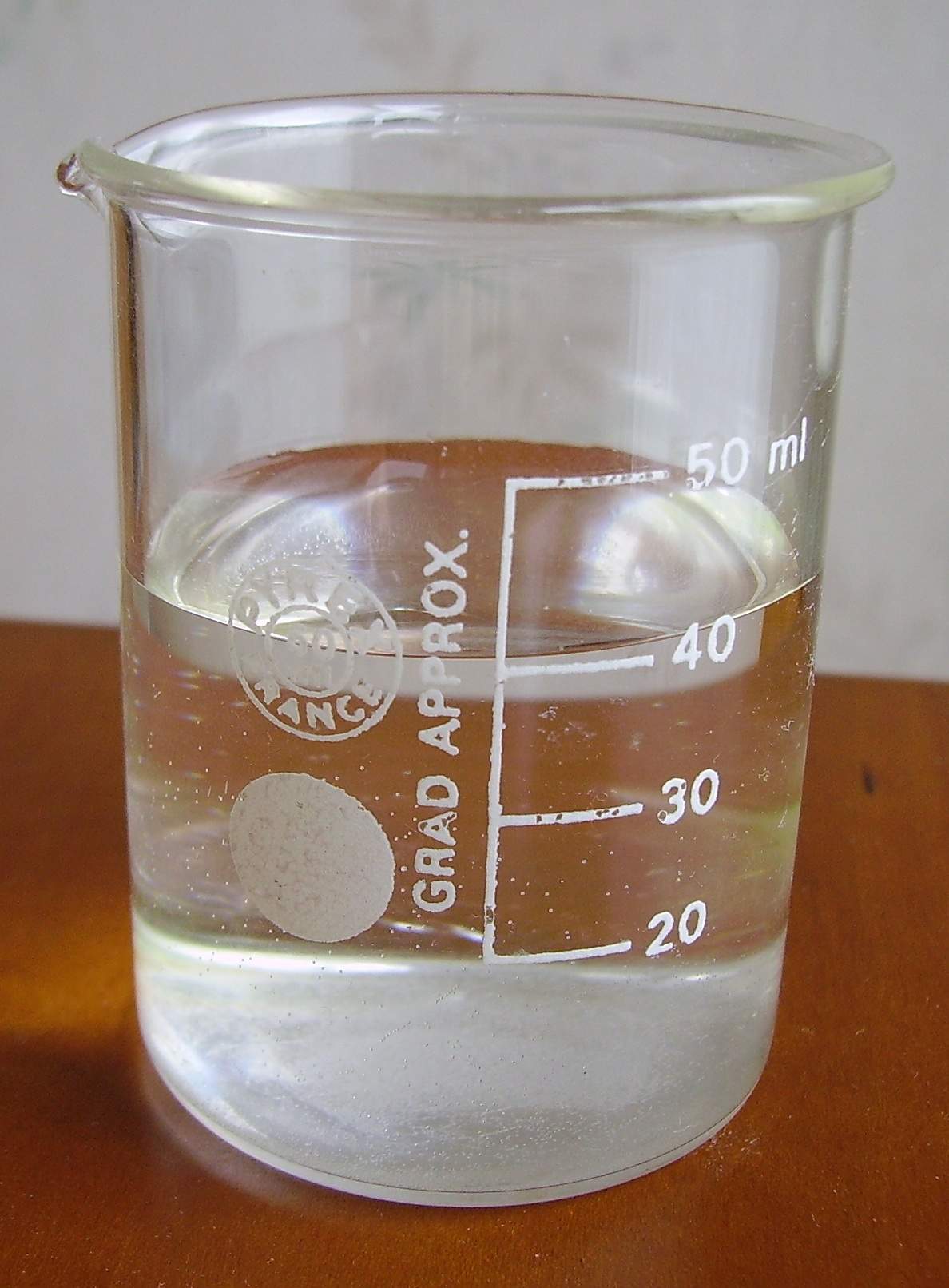
Bécher de 50 mL rempli d'eau, un solvant protique.

Un solvant protique est un solvant polaire possédant au moins un hydrogène susceptible d'intervenir dans des liaisons hydrogène. Ceci se rencontre lorsqu'un hydrogène est lié à un hétéroatome. Il s'agit par exemple de l'eau, du méthanol ou de l'acide acétique.
Ce type de solvant est alors donneur ou accepteur de liaison hydrogène.
L'UICPA recommande d'employer le terme solvant protogène plutôt que solvant protique et le définit comme un solvant capable d'agir comme donneur de proton, pris au sens acide de Brönsted.

## Propriétés
Un solvant protique est dit "donneur de proton" donc capable de créer des liaisons H (hydrogène) pour former une sorte de réseau. Le solvant protique dans le cadre de la substitution nucléophile encage le nucléophile (Nu) donc ralentit son attaque. Le solvant protique augmente la polarité de la liaison C-X (carbone-halogène) et donc facilite la rupture.
Avec : Nu + substrat comportant X → produit comportant Nu + X

## Principaux solvants protiques
- Eau
- Alcools : méthanol, éthanol, isopropanol, hexafluoroisopropanol
- Acides carboxyliques : acide formique, acide acétique
- Ammoniac
- Amines primaires et secondaires